# Nebria rasa
Nebria (Epinebriola) rasa – gatunek chrząszcza z rodziny biegaczowatych i podrodziny Nebriinae.
Gatunek ten został opisany w 1936 roku przez Herberta Edwarda Andrewesa na podstawie pojedynczej samicy. Wiktor Szilenkow dokonał w 1998 roku jego redeskrypcji.
Chrząszcz o ciele długości od 11 do 11,9 mm, błyszczącym, smoliście czarnym z rudobrązowymi czułkami i ciemnosmolistymi odnóżami o ceglastych stopach i goleniach.  Głowa z prostym lub nieco wystającym przednim brzegiem wargi górnej, wyposażonym w 6 szczecinek. Głaszczki wargowe z dwoma szczecinkami na członie przedostatnim. Bródka o środkowym zębie dwukrotnie krótszym niż boczne płatki i płytko na szczycie wciętym.  Poprzeczny rządek 10-12 szczecinek na podbródku jest pośrodku przerwany. Palczaste wyrostki na języczku mają po dwie szczecinki wierzchołkowe. Wypukłe, prawie sercowate przedplecze ma bardzo małe i ostre kąty podstawowe, szeroko zaokrąglone i słabo wystające kąty wierzchołkowe oraz dwufalistą tylną krawędź. Prawie jajowate, wydłużone i ledwo zwężone przynasadowo, umiarkowanie wypukłe pokrywy mają bardziej zaokrąglone kąty przednie niż u N. schawalleri, natomiast rzędy i międzyrzędy podobnie wykształcone jak u tego gatunku. Na trzecim międzyrzędzie znajduje się 4-5 szczecinek przystających do trzeciego rzędu, na piątym międzyrzędzie szczecinek jest 2 do 4, a na szóstym od 1 do 4 albo w ogóle ich na nim brak. Edeagus samca ma szeroką nasadę środkowego płata opatrzoną silnie wystającymi, trójkątnymi płatkami przynasadowymi. Wierzchołek edeagusa jest smukły i długi.
Gatunek znany z Sikkimu i Dardżylingu w Indiach, oraz Sankhuwasabha we wschodnim Nepalu.